# Securidaca marajoara
Securidaca marajoara är en jungfrulinsväxtart som beskrevs av C.S.Costa, A.C.A.Aguiar-dias, A.O.Simões. Securidaca marajoara ingår i släktet Securidaca och familjen jungfrulinsväxter. Inga underarter finns listade i Catalogue of Life.